# Danh sách LGBT tham gia Eurovision Song Contest
Danh sách sau đây bao gồm những người tham gia Eurovision Song Contest được biết đến là thành viên của cộng đồng LGBT.

## Nghệ sĩ
Chú thích màu
- : Quán quân
- : Hạng hai
- : Hạng ba

| Nghệ sĩ                              | Quốc gia                | Năm  | Bài hát                           | Xu hướng tính dục hoặc bản dạng giới              | Điểm                     | Hạng                     |
| ------------------------------------ | ----------------------- | ---- | --------------------------------- | ------------------------------------------------- | ------------------------ | ------------------------ |
| Dany Dauberson                       | Pháp                    | 1956 | "Il est là"                       | Đồng tính nữ                                      | —                        | —                        |
| Bob Benny                            | Bỉ                      | 1959 | "Hou toch van mij"                | Đồng tính nam                                     | 9                        | 6                        |
| Bob Benny                            | Bỉ                      | 1961 | "September, gouden roos"          | Đồng tính nam                                     | 1                        | 15                       |
| Jean-Claude Pascal                   | Luxembourg              | 1961 | "Nous les amoureux"               | Đồng tính nam                                     | 31                       | 1                        |
| Kathy Kirby                          | Anh Quốc                | 1965 | "I Belong"                        | Có mối quan hệ đồng tính nữ sau cuộc thi          | 26                       | 2                        |
| Ronnie Tober                         | Hà Lan                  | 1968 | "Morgen"                          | Đồng tính nam                                     | 1                        | 16                       |
| Patrick Juvet                        | Thụy Sĩ                 | 1973 | "Je vais me marier, Marie"        | Song tính                                         | 79                       | 12                       |
| Jürgen Marcus                        | Luxembourg              | 1976 | "Chansons pour ceux qui s'aiment" | Đồng tính nam                                     | 17                       | 14                       |
| Jean-Claude Pascal                   | Luxembourg              | 1981 | "C'est peut-être pas l'Amérique"  | Đồng tính nam                                     | 41                       | 11                       |
| Gerard Joling                        | Hà Lan                  | 1988 | "Shangri-La"                      | Đồng tính nam                                     | 70                       | 9                        |
| Christer Björkman                    | Thụy Điển               | 1992 | "I morgon är en annan dag"        | Đồng tính nam                                     | 9                        | 22                       |
| Sara                                 | Bồ Đào Nha              | 1994 | "Chamar a música"                 | Song tính                                         | 73                       | 8                        |
| Paul Oscar                           | Iceland                 | 1997 | "Minn hinsti dans"                | Đồng tính nam                                     | 18                       | 20                       |
| Gabriel Forss                        | Thụy Điển               | 1997 | "Bara hon älskar mig"             | Đồng tính nam                                     | 36                       | 14                       |
| Katrina Leskanich                    | Anh Quốc                | 1997 | "Love Shine a Light"              | Đồng tính nữ                                      | 227                      | 1                        |
| Dana International                   | Israel                  | 1998 | "Diva"                            | Chuyển giới nữ                                    | 172                      | 1                        |
| Michelle                             | Hà Lan                  | 2001 | "Out on My Own"                   | Đồng tính nữ                                      | 16                       | 18                       |
| Piasek                               | Ba Lan                  | 2001 | "2Long"                           | Đồng tính nam                                     | 11                       | 20                       |
| Kim Kärnfalk                         | Thụy Điển               | 2001 | "Listen to Your Heartbeat"        | Song tính                                         | 100                      | 5                        |
| Sarit Hadad                          | Israel                  | 2002 | "Light a Candle"                  | Đồng tính nữ                                      | 37                       | 12                       |
| Julia Volkova                        | Nga                     | 2003 | "Ne ver', ne boysia"              | Song tính                                         | 164                      | 3                        |
| Deen                                 | Bosnia · và Herzegovina | 2004 | "In the Disco"                    | Song tính                                         | 91                       | 9                        |
| Tomas Thordarson                     | Đan Mạch                | 2004 | "Shame on You"                    | Đồng tính nam                                     | Không được vào chung kết | Không được vào chung kết |
| Jari Sillanpää                       | Phần Lan                | 2004 | "Takes 2 to Tango"                | Đồng tính nam                                     | Không được vào chung kết | Không được vào chung kết |
| Jonatan Cerrada                      | Pháp                    | 2004 | "À chaque pas"                    | Đồng tính nam                                     | 40                       | 15                       |
| Knut Anders Sørum                    | Na Uy                   | 2004 | "High"                            | Song tính                                         | 3                        | 24                       |
| Donna McCaul                         | Ireland                 | 2005 | "Love?"                           | Đồng tính nữ                                      | Không được vào chung kết | Không được vào chung kết |
| Brian Kennedy                        | Ireland                 | 2006 | "Every Song Is a Cry for Love"    | Đồng tính nam                                     | 93                       | 10                       |
| Andreas Lundstedt                    | Thụy Sĩ                 | 2006 | "If We All Give a Little"         | Đồng tính nam                                     | 30                       | 16                       |
| Olga Seryabkina Elena Temnikova      | Nga                     | 2007 | "Song #1"                         | Song tính                                         | 207                      | 3                        |
| Marija Šerifović                     | Serbia                  | 2007 | "Molitva" (Молитва)               | Đồng tính nữ                                      | 268                      | 1                        |
| Javi Soleil                          | Tây Ban Nha             | 2007 | "I Love You Mi Vida"              | Đồng tính nam                                     | 43                       | 20                       |
| Ola Salo                             | Thụy Điển               | 2007 | "The Worrying Kind"               | Song tính                                         | 51                       | 18                       |
| David Ducasse                        | Anh Quốc                | 2007 | "Flying the Flag (For You)"       | Đồng tính nam                                     | 19                       | 22                       |
| Lucy Diakovska                       | Đức                     | 2008 | "Disappear"                       | Đồng tính nữ                                      | 14                       | 23                       |
| Friðrik Ómar                         | Iceland                 | 2008 | "This is My Life"                 | Đồng tính nam                                     | 64                       | 14                       |
| Oscar Loya                           | Đức                     | 2009 | "Miss Kiss Kiss Bang"             | Đồng tính nam                                     | 35                       | 20                       |
| Gordon Heuckeroth                    | Hà Lan                  | 2009 | "Shine"                           | Đồng tính nam                                     | Không được vào chung kết | Không được vào chung kết |
| Harel Skaat                          | Israel                  | 2010 | "Milim" (מילים)                   | Đồng tính nam                                     | 71                       | 14                       |
| Michael von der Heide                | Thụy Sĩ                 | 2010 | "Il pleut de l'or"                | Đồng tính nam                                     | Không được vào chung kết | Không được vào chung kết |
| Dana International                   | Israel                  | 2011 | "Ding Dong"                       | Chuyển giới nữ                                    | Không được vào chung kết | Không được vào chung kết |
| Glen Vella                           | Malta                   | 2011 | "One Life"                        | Đồng tính nam                                     | Không được vào chung kết | Không được vào chung kết |
| Duncan James và Lee Ryan             | Anh Quốc                | 2011 | "I Can"                           | Đồng tính nam (James) Song tính (Ryan)            | 100                      | 11                       |
| Tooji                                | Na Uy                   | 2012 | "Stay"                            | Đồng tính nam                                     | 7                        | 26                       |
| Loreen                               | Thụy Điển               | 2012 | "Euphoria"                        | Song tính                                         | 372                      | 1                        |
| Ryan Dolan                           | Ireland                 | 2013 | "Only Love Survives"              | Đồng tính nam                                     | 5                        | 26                       |
| Conchita Wurst                       | Áo                      | 2014 | "Rise Like a Phoenix"             | Đồng tính nam                                     | 290                      | 1                        |
| Axel Hirsoux                         | Bỉ                      | 2014 | "Mother"                          | Đồng tính nam                                     | Không được vào chung kết |                          |
| Amber                                | Malta                   | 2015 | "Warrior"                         | Đồng tính nữ                                      | Không được vào chung kết | Không được vào chung kết |
| Deen                                 | Bosnia · và Herzegovina | 2016 | "Ljubav je"                       | Song tính                                         | Không được vào chung kết |                          |
| Nina Kraljić                         | Croatia                 | 2016 | "Lighthouse"                      | Song tính                                         | 73                       | 23                       |
| Johannes Nymark                      | Đan Mạch                | 2016 | "Soldiers of Love"                | Đồng tính nam                                     | Không được vào chung kết |                          |
| Jamie-Lee                            | Đức                     | 2016 | "Ghost"                           | Phi nhị nguyên giới                               | 11                       | 26                       |
| Hovi Star                            | Israel                  | 2016 | "Made of Stars"                   | Đồng tính nam                                     | 135                      | 14                       |
| Douwe Bob                            | Hà Lan                  | 2016 | "Slow Down"                       | Song tính                                         | 153                      | 11                       |
| Michal Szpak                         | Ba Lan                  | 2016 | "Color of Your Life"              | Toàn tính                                         | 229                      | 8                        |
| Rykka                                | Thụy Sĩ                 | 2016 | "The Last of Our Kind"            | Phi nhị nguyên giới                               | Không được vào chung kết |                          |
| Imri Ziv                             | Israel                  | 2017 | "I Feel Alive"                    | Đồng tính nam                                     | 39                       | 23                       |
| Slavko Kalezić                       | Montenegro              | 2017 | "Space"                           | Đồng tính nam                                     | Không được vào chung kết | Không được vào chung kết |
| Salvador Sobral                      | Bồ Đào Nha              | 2017 | "Amar pelos dois"                 | Liên giới tính                                    | 758                      | 1                        |
| Saara Aalto                          | Phần Lan                | 2018 | "Monsters"                        | Đồng tính nữ                                      | 46                       | 25                       |
| Mélovin                              | Ukraina                 | 2018 | "Under the Ladder"                | Song tính                                         | 130                      | 17                       |
| Bilal Hassani                        | Pháp                    | 2019 | "Roi"                             | Queer                                             | 105                      | 16                       |
| Duncan Laurence                      | Hà Lan                  | 2019 | "Arcade"                          | Song tính                                         | 498                      | 1                        |
| Tom Hugo                             | Na Uy                   | 2019 | "Spirit in the Sky"               | Đồng tính nam                                     | 331                      | 6                        |
| Montaigne                            | Úc                      | 2021 | "Technicolour"                    | Song tính và Phi nhị nguyên giới                  | Không được vào chung kết | Không được vào chung kết |
| Jendrik                              | Đức                     | 2021 | "I Don't Feel Hate"               | Đồng tính nam                                     | 3                        | 25                       |
| Hulda Kristín Kolbrúnardóttir        | Iceland                 | 2021 | "10 Years"                        | Toàn tính                                         | 378                      | 4                        |
| Lesley Roy                           | Ireland                 | 2021 | "Maps"                            | Đồng tính nữ                                      | Không được vào chung kết | Không được vào chung kết |
| Victoria De Angelis và Ethan Torchio | Ý                       | 2021 | "Zitti e buoni"                   | Song tính (De Angelis) "Tự do tính dục" (Torchio) | 524                      | 1                        |
| Jeangu Macrooy                       | Hà Lan                  | 2021 | "Birth of a New Age"              | Đồng tính nam                                     | 11                       | 23                       |
| Vasil                                | Bắc Macedonia           | 2021 | "Here I Stand"                    | Đồng tính nam                                     | Không được vào chung kết | Không được vào chung kết |
| Roxen                                | România                 | 2021 | "Amnesia"                         | Phi nhị nguyên giới                               | Không được vào chung kết | Không được vào chung kết |
| Blas Cantó                           | Tây Ban Nha             | 2021 | "Voy a quedarme"                  | Song tính                                         | 6                        | 24                       |
| Sheldon Riley                        | Úc                      | 2022 | "Not the Same"                    | Đồng tính nam                                     | 125                      | 15                       |
| Elín Eyþórsdóttir                    | Iceland                 | 2022 | "Með hækkandi sól"                | Đồng tính nữ                                      | 20                       | 23                       |
| Michael Ben David                    | Israel                  | 2022 | "I.M"                             | Đồng tính nam                                     | Không được vào chung kết | Không được vào chung kết |
| WRS                                  | România                 | 2022 | "Llámame"                         | Song tính                                         | 65                       | 18                       |
| Chanel Terrero                       | Tây Ban Nha             | 2022 | "SloMo"                           | Queer                                             | 459                      | 3                        |
| Gustaph                              | Bỉ                      | 2023 | "Because of You"                  | Đồng tính nam                                     | 182                      | 7                        |
| Alessandra Mele                      | Na Uy                   | 2023 | "Queen of Kings"                  | Song tính                                         | 268                      | 5                        |
| Luke Black                           | Serbia                  | 2023 | "Samo mi se spava"                | Đồng tính nam                                     | 30                       | 24                       |
| Loreen                               | Thụy Điển               | 2023 | "Tattoo"                          | Song tính                                         | 583                      | 1                        |
| Zaachariaha Fielding và Michael Ross | Úc                      | 2024 | "One Milkali (One Blood)"         | Đồng tính nam                                     | Không được vào chung kết | Không được vào chung kết |
| Mustii                               | Bỉ                      | 2024 | "Before the Party's Over"         | Queer                                             | Không được vào chung kết | Không được vào chung kết |
| Saba                                 | Đan Mạch                | 2024 | "Sand"                            | Đồng tính nữ                                      | Không được vào chung kết | Không được vào chung kết |
| Bambie Thug                          | Ireland                 | 2024 | "Doomsday Blue"                   | Phi nhị nguyên giới                               | 278                      | 6                        |
| Silvester Belt                       | Litva                   | 2024 | "Luktelk"                         | Song tính                                         | 90                       | 14                       |
| Kenzy Loevett                        | San Marino              | 2024 | "11:11"                           | Đồng tính nữ                                      | Không được vào chung kết | Không được vào chung kết |
| Nemo                                 | Thụy Sĩ                 | 2024 | "The Code"                        | Phi nhị nguyên giới                               | 591                      | 1                        |
| Olly Alexander                       | Anh Quốc                | 2024 | "Dizzy"                           | Đồng tính nam và phi nhị nguyên giới              | 46                       | 18                       |
| JJ                                   | Áo                      | 2025 | "Wasted Love"                     | Queer                                             | 436                      | 1                        |
| Red Sebastian                        | Bỉ                      | 2025 | "Strobe Lights"                   | Queer                                             | Không được vào chung kết | Không được vào chung kết |
| Marko Bošnjak                        | Croatia                 | 2025 | "Poison Cake"                     | Đồng tính nam                                     | Không được vào chung kết | Không được vào chung kết |
| Adonxs                               | Cộng hòa Séc            | 2025 | "Kiss Kiss Goodbye"               | Queer                                             | Không được vào chung kết | Không được vào chung kết |
| Erika Vikman                         | Phần Lan                | 2025 | "Ich komme"                       | Queer                                             | 196                      | 11                       |
| Miriana Conte                        | Malta                   | 2025 | "Serving"                         | Queer                                             | 91                       | 17                       |

## Dẫn chương trình
| Dẫn chương trình | Nước chủ nhà | Năm  | Xu hướng tính dục hoặc bản dạng giới |
| ---------------- | ------------ | ---- | ------------------------------------ |
| Yigal Ravid      | Israel       | 1999 | Đồng tính nam                        |
| Assi Azar        | Israel       | 2019 | Đồng tính nam                        |
| Nikkie de Jager  | Hà Lan       | 2021 | Chuyển giới nữ                       |
| Mika             | Ý            | 2022 | Đồng tính nam                        |
| Graham Norton    | Anh Quốc     | 2023 | Đồng tính nam                        |